# Уютное (Сакский район)
Ую́тное (до 1945 года Ота́р-Мойна́к; укр. Уютне, крымскотат. Otar Moynaq, Отар Мойнакъ) — село в Сакском районе Крыма (согласно административно-территориальному делению России — центр и единственное село Уютненского сельского поселения Республики Крым, согласно административно-территориальному делению Украины — в составе Уютненского сельского совета Автономной Республики Крым). Курорт.

## Население
| 2001  | 2014  | 2015  | 2016  | 2017  | 2018  | 2019  |
| ----- | ----- | ----- | ----- | ----- | ----- | ----- |
| 3989  | ↗4735 | ↗4745 | ↘4734 | ↘4720 | ↗4754 | ↗4781 |
| 2020  | 2021  |       |       |       |       |       |
| ↗4914 | ↘4501 |       |       |       |       |       |

Всеукраинская перепись 2001 года показала следующее распределение по носителям языка
| Язык             | Процент |
| ---------------- | ------- |
| русский          | 68.46   |
| украинский       | 16.4    |
| крымскотатарский | 12.79   |
| другие           | 0.81    |

### Динамика численности
| - 1806 год — 90 чел. - 1889 год — 31 чел. - 1900 год — 70 чел. - 1905 год — 158 чел. - 1911 год — 275 чел. - 1915 год — 255/156 чел. (411 чел.) - 1918 год — 75 чел. - 1926 год — 280 чел. | - 1939 год — 167 чел. - 1974 год — 2186 чел. - 1989 год — 3615 чел. - 2001 год — 3989 чел. - 2014 год — 4735 чел. - 2015 год — 4745 чел. - 2016 год — 4734 чел. |

## Современное состояние

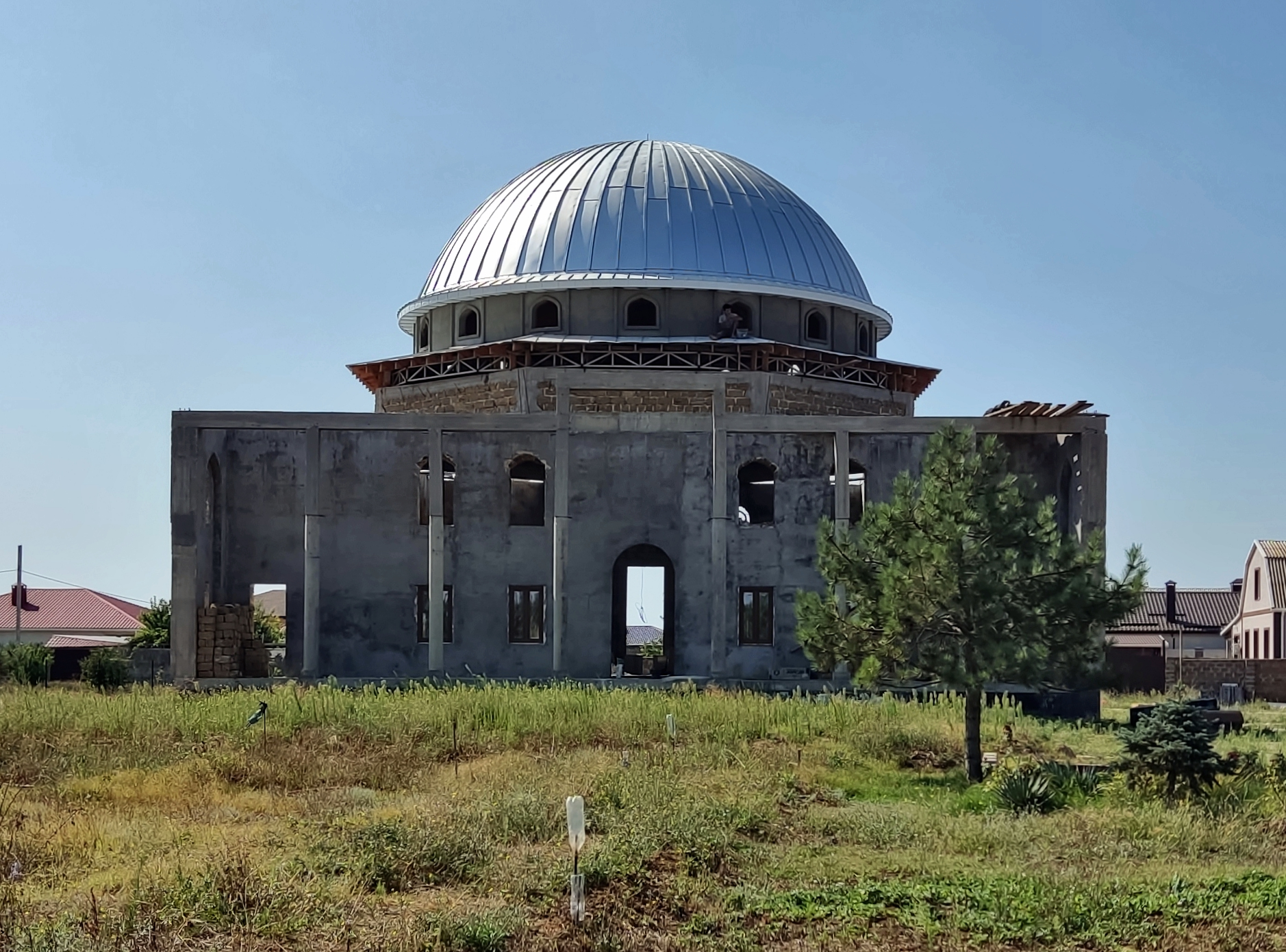
Мечеть

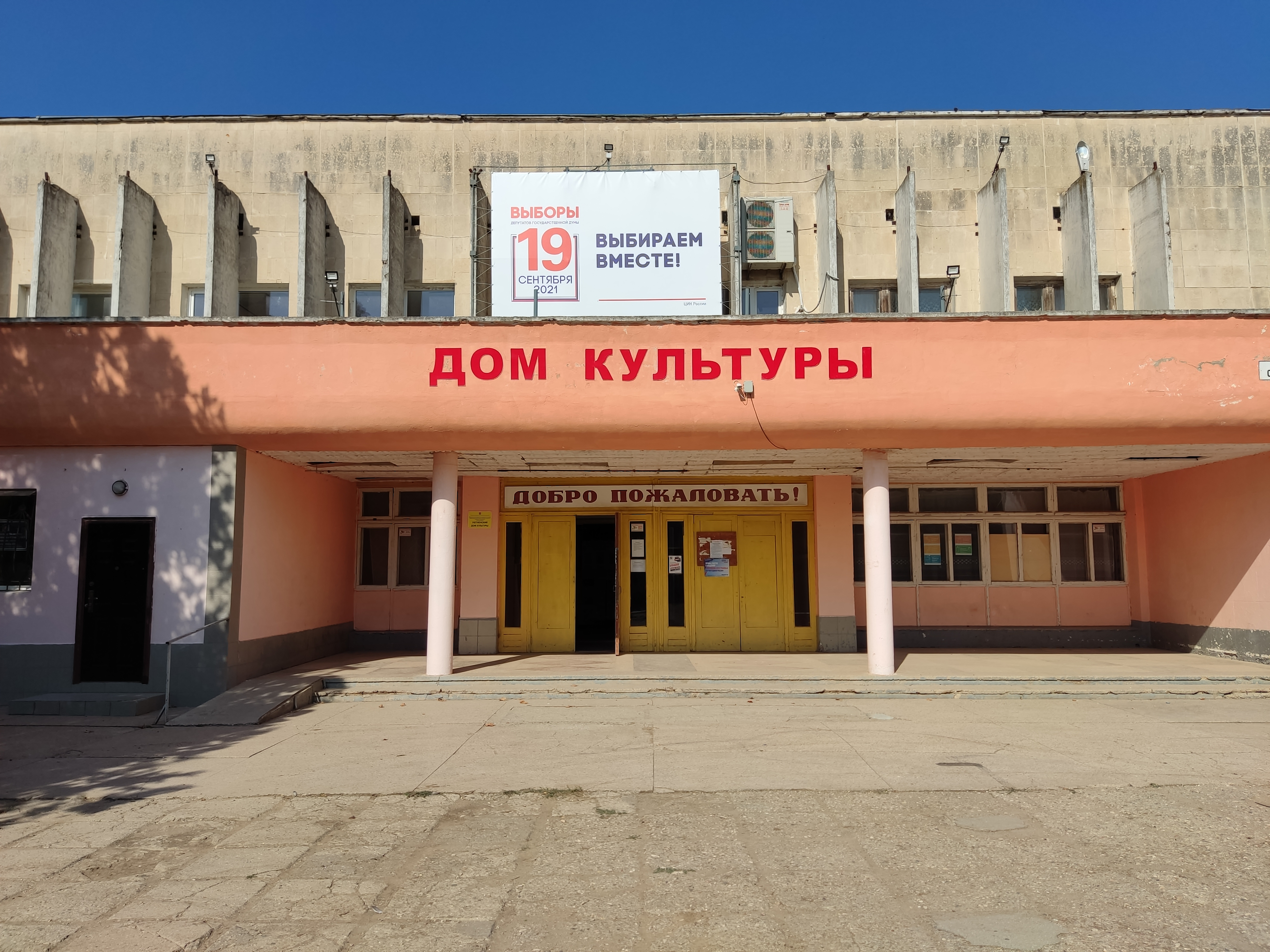
Дом культуры

На 2016 год в Уютном числится 28 улиц, 5 переулков, 1 проезд, Обслуживающий кооператив Приморье; на 2009 год, по данным сельсовета, село занимало площадь 239 гектара, на которой в 1043 дворах числилось 4,1 тысяча жителей. В селе действуют средняя общеобразовательная школа-гимназия библиотека, врачебная амбулатория, дом культуры, детский сад «Колосок», церковь Рождества Иоанна Предтечи и часовня Живоначальной Троицы, мечеть.

## География
Уютное — село на западе района, в степном Крыму, в 2 километрах от берега Чёрного моря и западной окраины Евпатории, высота над уровнем моря — 16 м. Соседние сёла: в полукилометре на юг — Заозёрное и Молочное в 4,5 км на запад. Расстояние до райцентра — около 30 километров (по шоссе), ближайшая железнодорожная станция — Евпатория — примерно 4 километра. Транспортное сообщение осуществляется по региональной автодороге 35Н-482 Евпатория — Молочное (по украинской классификации — С-0-11235).

## История
Первое документальное упоминание села встречается в Камеральном Описании Крыма… 1784 года, судя по которому, в последний период Крымского ханства Атар Байнак входил в Козловский кадылык Козловского каймаканства.
После присоединения Крыма к России (8) 19 апреля 1783 года, (8) 19 февраля 1784 года, именным указом Екатерины II сенату, на территории бывшего Крымского Ханства была образована Таврическая область и деревня была приписана к Евпаторийскому уезду. После Павловских реформ, с 1796 по 1802 год, входила в Акмечетский уезд Новороссийской губернии. По новому административному делению, после создания 8 (20) октября 1802 года Таврической губернии, Отар-Майнак был включён в состав Кудайгульской волости Евпаторийского уезда.
По Ведомости о волостях и селениях, в Евпаторийском уезде с показанием числа дворов и душ… от 19 апреля 1806 года в деревне Отар-Буйнак числился 21 двор и 90 крымских татар. На военно-топографической карте генерал-майора Мухина 1817 года деревня Отар байнак обозначена с 25 дворами. После реформы волостного деления 1829 года Отар Мойнак, согласно «Ведомости о казённых волостях Таврической губернии 1829 года» остался в составе Кудайгульской волости. На карте 1836 года в деревне 13 дворов. Затем, видимо, вследствие эмиграции крымских татар в Турцию, деревня заметно опустела и на карте 1842 года Отар-Байнак обозначен условным знаком «малая деревня», то есть, менее 5 дворов.
В 1860-х годах, после земской реформы Александра II, деревню приписали к Чотайской волости. Согласно «Памятной книжке Таврической губернии за 1867 год», деревня Отар Мойнак была покинута жителями в 1860—1864 годах, в результате эмиграции крымских татар, особенно массовой после Крымской войны 1853—1856 годов, в Турцию и заселена русскими мещанами и греками. На трёхверстовой карте 1865—1876 года в деревне Отар-Бойнак 7 дворов, экономия и господский двор. По «Памятной книге Таврической губернии 1889 года», по результатам Х ревизии 1887 года, в деревне Отар-Майнак числилось 15 дворов и 31 житель. Согласно энциклопедическому словарю «Немцы России», в 1890 году крымскими немцами лютеранами, на 1600 десятинах земли была основана немецкая колония.
Земская реформа 1890-х годов в Евпаторийском уезде прошла после 1892 года, в результате Отар-Мойнак приписали к Донузлавской волости.
По «…Памятной книжке Таврической губернии на 1900 год» в деревне, входившей в Отар-Мойнакское сельское общество, числилось 70 жителей в 11 дворах, имевших в пользовании 3 406 десятин общинной земли, в 1905 году жителей было 158, в 1911—275. На 1914 год в селении действовала земская школа. По Статистическому справочнику Таврической губернии. Ч.II-я. Статистический очерк, выпуск пятый Евпаторийский уезд, 1915 год, в селе Отар-Майнак Донузлавской волости Евпаторийского уезда числилось 32 двора с немецкими жителями (все дворы с землёй) в количестве 255 человек приписного населения и 156 — «постороннего», из которых 258 мужчин и 152 женщины. Жители владели 3286 десятинами удобной земли. В хозяйствах имелось 264 лошади, 382 вола, 109 коров и 324 голов мелкого скота (согласно энциклопедическому словарю «Немцы России» — 411 человек). Согласно списку 1915 года «…русских подданных из австрийских, венгерских или германских выходцев» землевладельцев, опубликованном в газете «Таврические губернские ведомости» в апреле 1915 года, при деревне Отар Мойнак значились Циндлер Август Михайлович, имевший 199 десятин 1900 квадратных саженей земли, Шмидт Готлиб Иоганнович — 25 дес. 176 кв. саж. и братья Шторц: Иоганес (175 дес. 386 кв. саж. и паровая мельница) и Андреас Готфридовичи — 325 дес. 1401 кв. саж..

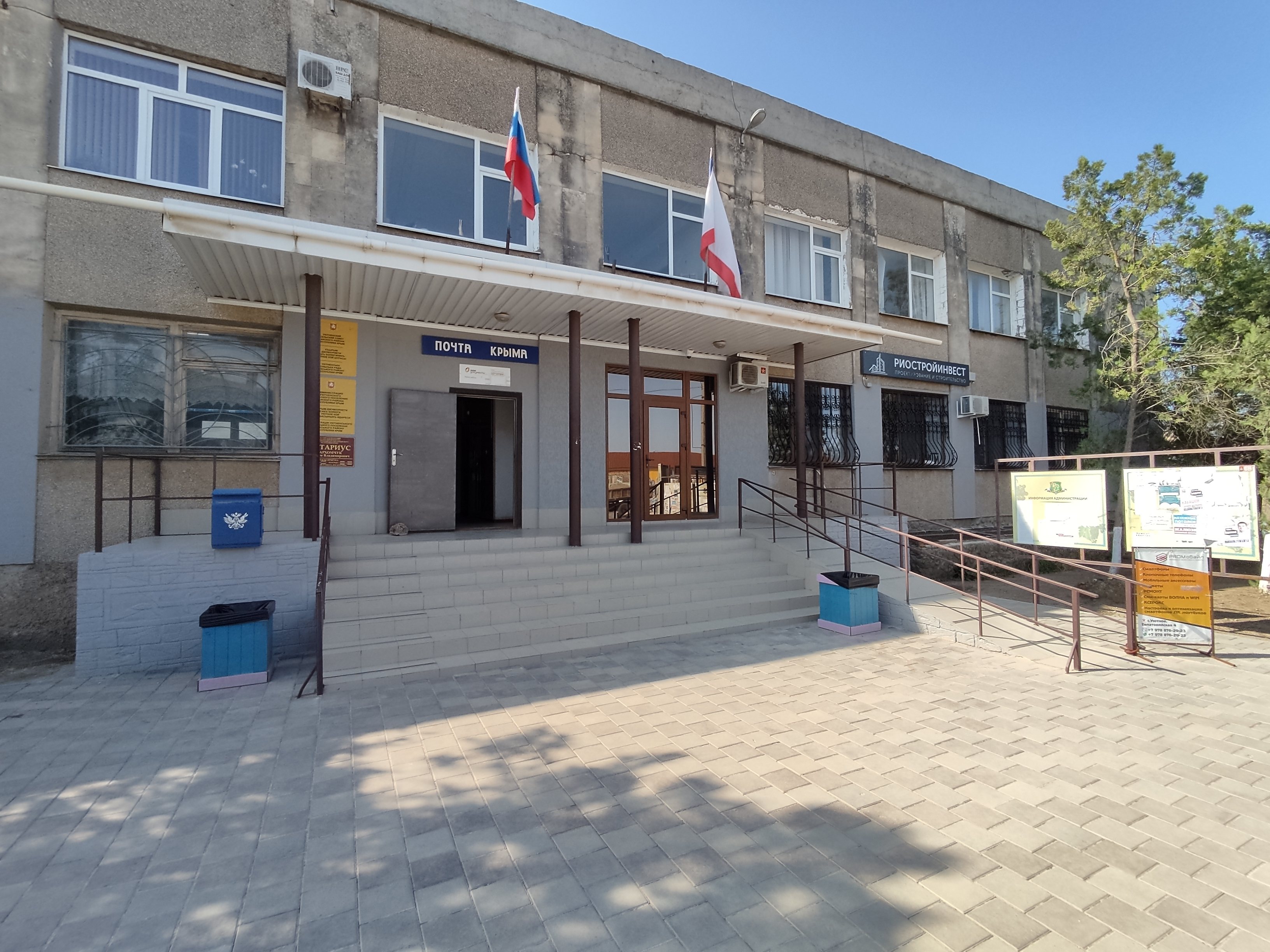
Сельская администрация

После установления в Крыму Советской власти, по постановлению Крымревкома от 8 января 1921 года № 206 «Об изменении административных границ» была упразднена волостная система и село вошло в состав Евпаторийского района Евпаторийского уезда, а в 1922 году уезды получили название округов. 11 октября 1923 года, согласно постановлению ВЦИК, в административное деление Крымской АССР были внесены изменения, в результате которых округа были отменены и произошло укрупнение районов — территорию округа включили в Евпаторийский район. Согласно Списку населённых пунктов Крымской АССР по Всесоюзной переписи 17 декабря 1926 года, в селе Отар-Майнак, Богайского сельсовета Евпаторийского района, числилось 54 двора, из них 51 крестьянский, население составляло 280 человек, из них 246 немцев, 31 русский, 2 украинцев, 1 записан в графе «прочие», действовала немецкая школа. В 1927 году был образован колхоз «Моргенрот», в 1929 — им. Тельмана. Время образования Отар-Мойнакского сельсовета пока не установлено, но на 1940 год он уже существовал. По данным всесоюзной переписи населения 1939 года в селе проживало 167 человек. Вскоре после начала Великой Отечественной войны, 18 августа 1941 года крымские немцы были выселены, сначала в Ставропольский край, а затем в Сибирь и северный Казахстан.

В годы войны на фронтах сражалось 74 жителя Отар-Мойнака, 31 из них погиб, 47 награждены орденами и медаля. В их честь в селе установлен памятный знак. В июне 1944 года проводилось разминирование берега Чёрного моря. При разминировании в окрестностях села, погибли четыре советских воина, установлены фамилии всех бойцов. Останки погиших были захоронены в братской могиле на сельском кладбище на котором тогда же был установлен памятник, в 1985 году заменённый на современный (автор памятника неизвестен). Постановлением Совета министров Республики Крым № 627 от 20 декабря 2016 года памятник отнесён к категории объектов культурно-исторического наследия России регионального значения.

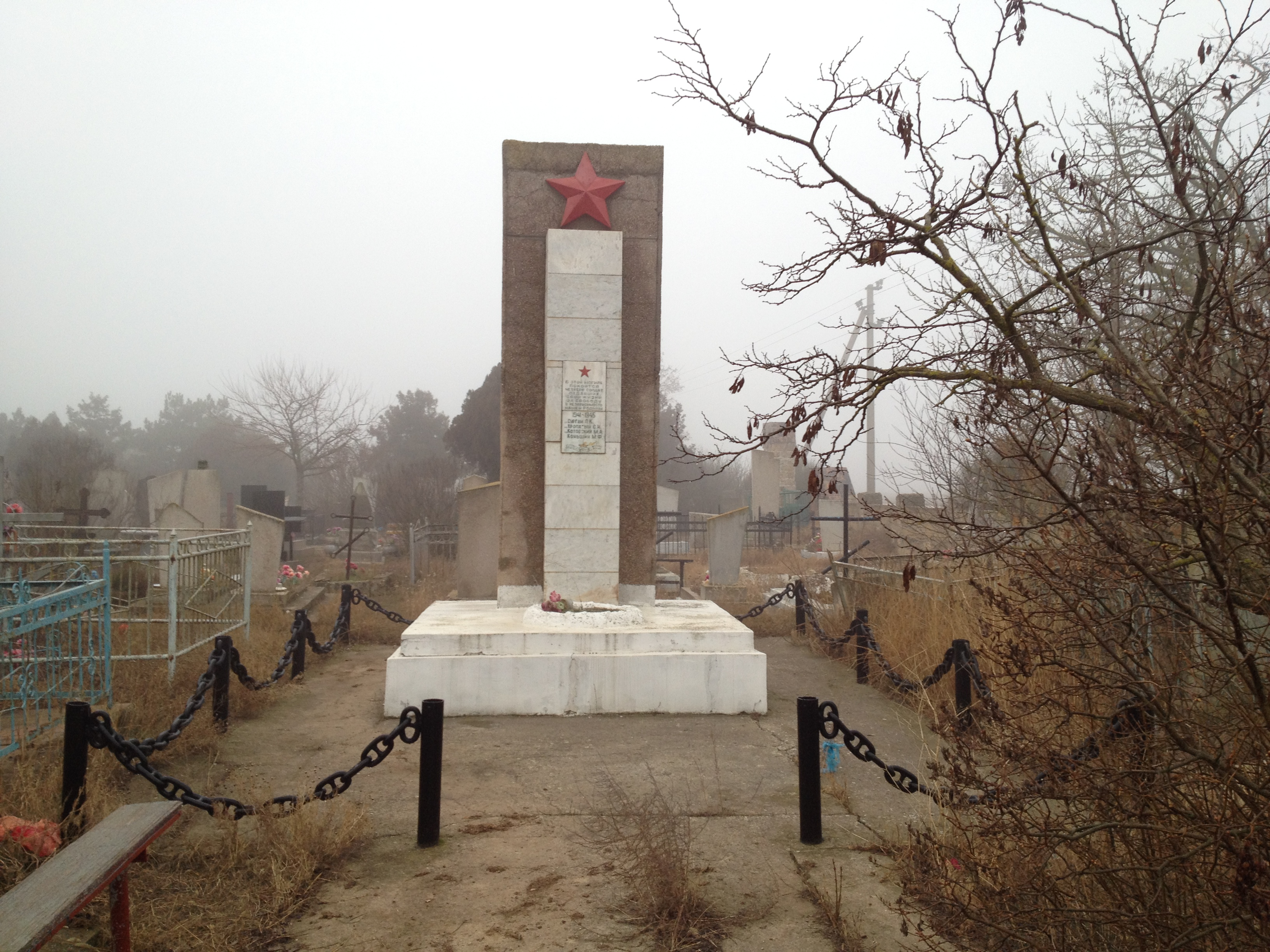
Братская могила советских воинов.
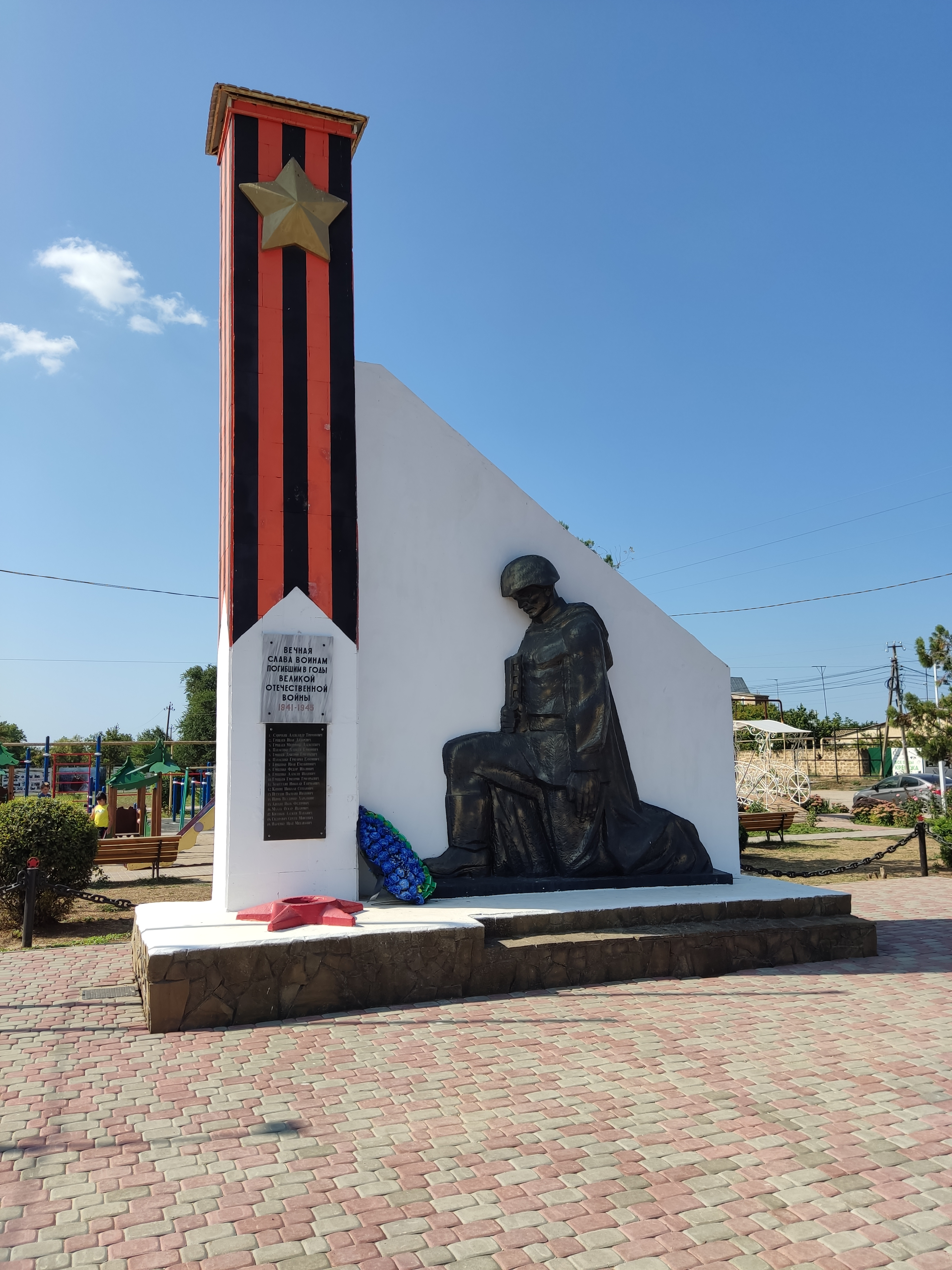
Памятный знак в честь воинов-односельчан.

После освобождения Крыма от фашистов, 12 августа 1944 года было принято постановление № ГОКО-6372с «О переселении колхозников в районы Крыма» и в сентябре 1944 года в район приехали первые новосёлы (150 семей) из Киевской и Каменец-Подольской областей, а в начале 1950-х годов последовала вторая волна переселенцев из различных областей Украины. Указом Президиума Верховного Совета РСФСР от 21 августа 1945 года Отар-Мойнак был переименован в Уютное и Отар-Мойнакский сельсовет — в Уютновский. С 25 июня 1946 года в составе Крымской области РСФСР. 26 апреля 1954 года Крымская область была передана из состава РСФСР в состав УССР. Время упразднения сельсовета и включения села в состав Ромашкского пока не установлено: на 15 июня 1960 года село уже числилось в его составе. 1 января 1965 года, указом Президиума ВС УССР «О внесении изменений в административное районирование УССР — по Крымской области», Евпаторийский район был упразднён и село включили в состав Сакского (по другим данным — 11 февраля 1963 года). К 1968 году сельсовет был восстановлен. По данным переписи 1989 года в селе проживало 3615 человек. С 12 февраля 1991 года село в восстановленной Крымской АССР, 26 февраля 1992 года переименованной в Автономную Республику Крым. С 21 марта 2014 года в составе Крыма аннексировано Россией.